# Zhong Yong

Zhong Yong en caractères chinois

Le Zhong Yong (chinois traditionnel : 中庸, littéralement : impartialité et invariabilité) est le premier des Quatre livres, fondements du confucianisme par Zi Si sous la dynastie Zhou. Il est à l'origine un des chapitres du classique des rites.
Le livre consiste en de courts textes attribués à Confucius et en neuf chapitres de commentaires par Zeng Zi.